# Schloss Les Aygues

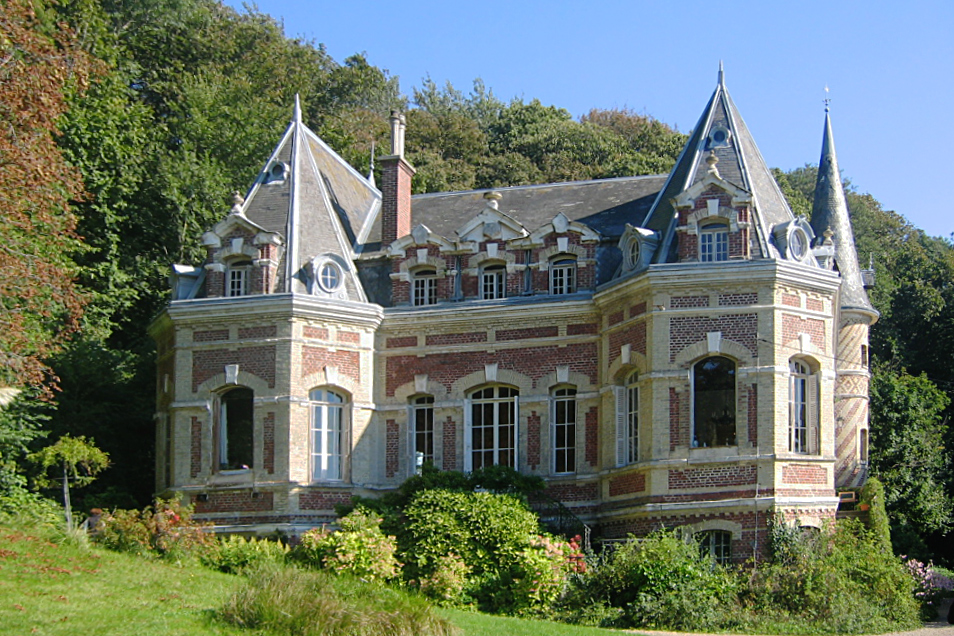
Schloss Les Aygues

Das Schloss Les Aygues (französisch Château Les Aygues) wurde während des 19. Jahrhunderts im Stil Louis-treize erbaut und diente seinen Bewohnern als repräsentative Sommerresidenz am Meer. Das Schloss steht im französischen Seebad Étretat im Département Seine-Maritime in der Normandie und kann im Rahmen einer Führung besichtigt werden. Seit August 1997 sind Teile des Gebäudes, das an der historischen Elfenbein- und Gewürzstraße liegt, als Monument historique in die französische Denkmalliste eingeschrieben.

## Geschichte

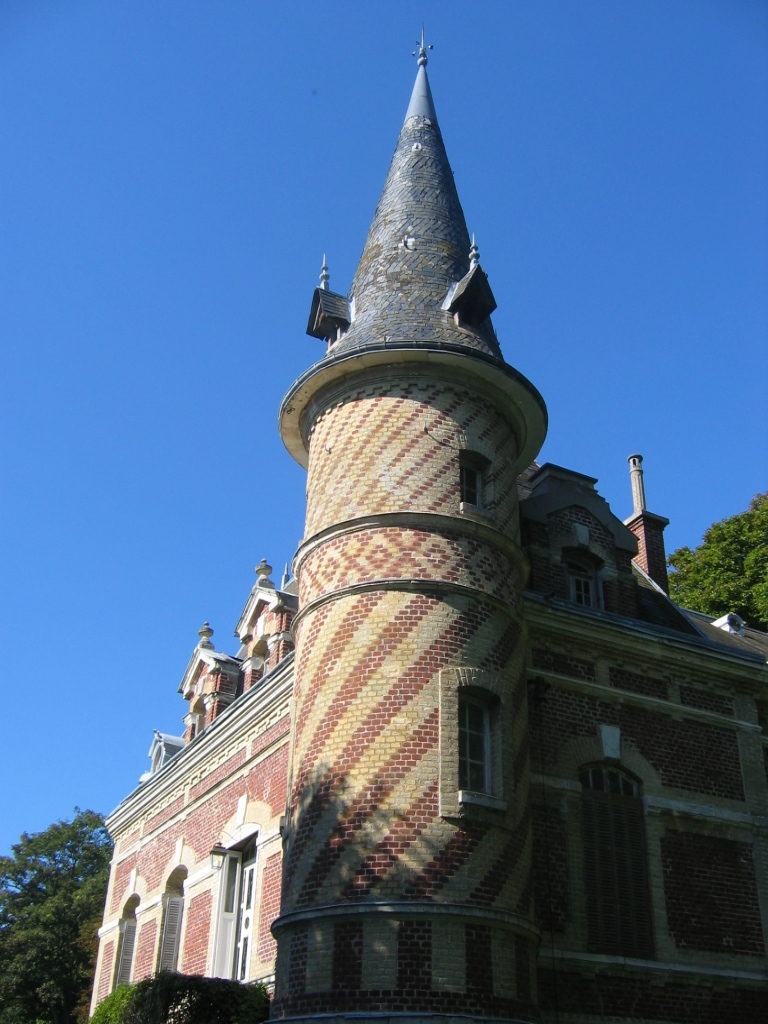
Detailansicht

Amédée Boyer, der vermögende Inhaber eines Unternehmens, das Karmelitengeist herstellte, ließ 1866 durch den französischen Architekten Théodore Huchon die schlossartige Villa als Sommerfrische erbauen. Das symmetrische Gebäude entsprach dem damaligen Zeitgeschmack des Zweiten Kaiserreiches unter Kaiser Napoleon III. Jean-Charles Alphand und Gabriel Davioud, die Schöpfer des Pariser Parc des Buttes-Chaumont, entwarfen den dazugehörigen, ein Hektar großen Schlosspark mit vielen verschiedenen Baumarten, einem Gewächshaus, einem Eiskeller und einem Gartenpavillon. Nachfolgend übernahmen die Boyers Erbin Angélique de la Houssaye und ihr Mann, der Groß-Kammerherr des russischen Kaisers Nikolaus I., Fürst Joseph Lubomirski aus dem polnischen Hochadelsgeschlecht Lubomirski, das Schloss. Später wurde es als Ferienresidenz der spanischen Königinnen Maria Christina von Neapel-Sizilien und Isabella II. von Spanien genutzt. Zu den bekanntesten Gästen des Schlosses gehörten Jacques Offenbach und Alexandre Dumas.

## Heutige Nutzung
Nach mehr als zwanzigjährigem Leerstand wurde das historische Gebäude im Jahr 1989 von zwei Geschichtsinteressierten erworben. Es erfolgte anschließend eine umfassende Restaurierung des Schlosses und dessen Ausstattung mit authentischen Möbeln, Porträts sowie Kunstwerken aus dem 18. und 19. Jahrhundert. Darüber hinaus beherbergt das Bauwerk eine chinesische Keramik- und Porzellansammlung. Eine Suite und ein Zimmer des Schlosses können heute für Übernachtungen gemietet werden.